# Så vit som en snö
Så vit som en snö är en svensk dramafilm som hade biopremiär i Sverige den 16 februari 2001. Den regisserades av Jan Troell och är baserad på romanen Den ofullbordade himlen av Jacques Werup. Filmen handlar om flygaren Elsa Andersson.

## Handling
Elsa Andersson bor med sin far och två syskon på en bondgård i Skåne. När Elsas bror Lars emigrerar till USA börjar hon längta bort allt mer. När hon fyller 21 bestämmer hon sig för att söka in på Thulins flygskola i Ljungbyhed.

## Om filmen
Filmen nominerades till fyra Guldbaggar 2001.
Filmens titel Så vit som en snö härrör från ett skillingtryck från mitten av 1800-talet av en visa med titeln "Lejonbruden". Visan går tillbaka på en dikt av den tyske skalden Adelbert von Chamisso tolkad till svenska av Johan Gabriel Carlén. Den första versen lyder:
I skimrande bruddräkt så vit som en snö

står djurtämjarns dotter, en blomstrande mö.

Hon tvingats att giva en främling sin hand.

I morgon går färden till främmande land.

## Rollista (i urval)
- Amanda Ooms - Elsa Andersson
- Rikard Wolff - Robert Friedman
- Björn Granath - Sven Andersson
- Björn Kjellman - Erik Magnusson
- Stina Ekblad - Stine
- Shanti Roney - Lars Andersson
- Hans Pålsson - Felix Hansson
- Antti Reini - Koivonen
- Reine Brynolfsson - Enoch Thulin
- Maria Heiskanen - Merja
- Julia Calvo-Andreasson - Elsa, 7 år
- Yohanna Troell - Frida, 14 år
- Sanna Persson - Edith
- Rolf Lydahl - Nils
- Magnus Krepper - Waldemar, polsk artist
- Ulf Clarén - poliskommissarie

## Musik i filmen
- Plaisir d'amour, kompositör och text Jean Paul Égide Martini, framförs på piano av Stig Ribbing, sång Maria Ribbing
- Berliner Luft (Stockholmsluft), kompositör Paul Lincke, tysk text Heinrich Bolten-Baeckers svensk text Emil Norlander, sång Lotte Werckmeister
- Sugar, kompositör Maceo Pinkard, text Sidney Mitchell och Edna Alexander
- Im Himmel sein, kompositör Ralph Benatzky
- L'Internationale (Internationalen), kompositör 1887 Pierre Degeyter, fransk text 1871 Eugène Pottier, svensk text 1871 Henrik Menander
- Beväringsvals från Backamo (Tjo! Uppå Backamo), kompositör David Hellström, text Göran Svenning
- Speak Easy
- Whispering (Viska i mitt öra), kompositör John Schonberger och Vincent Rose, engelsk text 1920 Malvin Schonberger och Richard Coburn, svensk text Karl-Lennart
- Konvaljens avsked, kompositör Otto Lindwall, text David Lindwall
- Stille Nacht, heilige Nacht!, kompositör Franz Gruber, text Joseph Mohr svensk text 1915 Oscar Mannström

### Fotnoter
1. ↑  ”Så vit som en snö”. Svensk filmdatabas. 16 februari 2001. http://www.sfi.se/sv/svensk-filmdatabas/Item/?itemid=45396&type=MOVIE&iv=Basic. Läst 30 september 2016.